# Эйфория (фильм, 2001)
«Эйфория» (англ. Euphoria) — хардкорный футурологический порнофильм, снятый в 2001 году режиссёром Брэдом Армстронгом на студии Wicked Pictures.

## Сюжет
С момента окончания Третьей мировой войны мир пошёл другим путём. Всё теперь было медленно и просто. По решению ООН бумажные деньги были упразднены. Вводился единый электронный стандарт. В 2025 году всё стало ещё более спокойным. Насилие на религиозной, политической и сексуальной почве ушло в прошлоe. Однако, вместе с позитивными сдвигами, уровень рождаемости в США стал падать. Было зафиксировано массовое равнодушие к сексуальной жизни. Люди, не оплатившим финансовый стандарт перед государством в течение 6 месяцев, приговаривались к общественным работам, иногда очень долгим и унизительным. Единственной демократической страной осталась Австралия, куда многие бежали, так как там были сохранены бумажные деньги.

## Сексуальные сцены
1. Бриджитт Керков — Ли Стоун
2. Азия Каррера — Чейн Коллинз
3. Сидни Стил — Чейн Коллинз
4. Ава Винсент — Майк Хорнер
5. Ава Винсент — Сидни Стил
6. Сидни Стил — Ник Маннинг
7. Инари Ваш — Марк Дэвис
8. Девин Лейн — Фелиция

## Награды
- 2002 AVN Award — «Best Video Feature»[2]
- 2003 AVN Award — «Best DVD»[2]